# Валя-Лупшій
Валя-Лупшій (рум. Valea Lupșii) — село у повіті Алба в Румунії. Входить до складу комуни Лупша.
Село розташоване на відстані 311 км на північний захід від Бухареста, 43 км на північний захід від Алба-Юлії, 52 км на південний захід від Клуж-Напоки.

## Населення
За даними перепису населення 2002 року у селі проживали 767 осіб, усі — румуни. Усі жителі села рідною мовою назвали румунську.